# Therochaeta collarifera
Therochaeta collarifera är en ringmaskart som först beskrevs av Ehlers 1887.  Therochaeta collarifera ingår i släktet Therochaeta och familjen Flabelligeridae. Inga underarter finns listade i Catalogue of Life.